# Pristomerus austrinus
Pristomerus austrinus är en stekelart som beskrevs av Henry Keith Townes, Jr. 1951. Pristomerus austrinus ingår i släktet Pristomerus och familjen brokparasitsteklar. Inga underarter finns listade i Catalogue of Life.